# Lasioserica nenya
Lasioserica nenya är en skalbaggsart som beskrevs av Ahrens 1996. Lasioserica nenya ingår i släktet Lasioserica och familjen Melolonthidae. Inga underarter finns listade i Catalogue of Life.